# Cellula piramidale

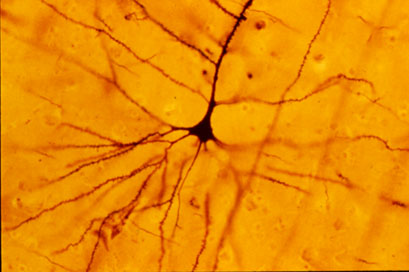
Una cellula piramidale umana, evidenziata con il metodo di Golgi. Notare il dendrite apicale che si estende in direzione verticale.

La cellula piramidale (o neurone piramidale) è un tipo di neurone multipolare che si trova in diverse aree del cervello, come la corteccia cerebrale, l'ippocampo e l'amigdala. I neuroni piramidali sono elementi fondamentali di tipo eccitatorio del sistema nervoso dei mammiferi, in particolare, del tratto che va dalla corteccia prefrontale fino al midollo spinale.
I neuroni piramidali sono anche uno dei due tipi di cellule dove si possono individuare, post-mortem, i segni caratteristici dell'infezione della rabbia.
I neuroni piramidali sono stati scoperti da Santiago Ramón y Cajal e, fino ad oggi, sono stati oggetto di studio nel campo della neuroplasticità e della cognizione.

## Struttura

### Caratteristiche

Ricostruzione di una cellula piramidale. Soma e dendriti sono in rosso, mentre l'assone e le sue diramazioni sono in blu. 1)Soma 2)Dendrite basale 3)Dendriti apicali 4)Assone 5)Assone collaterale

Una delle caratteristiche strutturali principali del neurone piramidale è il corpo della cellula (detto soma) di forma conica. Un'altra caratteristica è la presenza di un singolo assone, un singolo dendrite apicale, numerosi dendriti basali e la presenza di spine dendritiche.
- Il dendrite apicale ha origine dall'apice del corpo della cellula (soma). Il dendrite apicale è un singolo e lungo filamento dendritico che si estende verso la superficie della corteccia cerebrale, dove si dirama diverse volte a formare una specie di piccolo ciuffo.
- I dendriti basali hanno origine dalla base del corpo della cellula.  L'albero dei dendriti basali è composto da un piccolo numero di dendriti (ad esempio, cinque). Non raggiungono la stessa lunghezza del dendrite apicale, ma anche essi hanno numerose diramazioni.

Le cellule piramidali sono tra i neuroni di maggiori dimensioni nel cervello. Sia negli esseri umani che nei roditori, il corpo cellulare (soma) ha dimensione media di 20 µm. Il diametro dei dendriti va da mezzo micrometro a diversi micrometri. La lunghezza di un singolo dendrite può raggiungere diverse centinaia di micrometri. A causa delle diramazioni, la lunghezza complessiva dei dendriti può raggiungere diversi centimetri. Anche l'assone è di solito altrettanto lungo e diramato.

#### Spine dendritiche
I rami dendritici sono rivestiti da piccole protuberanze dette "spine" che hanno il compito di aumentare la superficie recettiva e di ricevere gli impulsi eccitatori (EPSP) provenienti da altri neuroni. Le spine dendritiche sono state osservate per la prima volta da Ramón y Cajal nel 1888, il quale propose anche l'ipotesi della loro funzione fisiologica.
Il numero delle spine sui dendriti aumenta con l'aumentare della distanza dal soma.
Un dendrite di un ratto può avere anche più di 3000 spine, mentre quello di un essere umano, più di 6000, dato che può essere il doppio più lungo di quello di un ratto.

### Segnali
Come i dendriti della maggior parte dei neuroni, anche i dendriti delle cellule piramidali sono il punto di ingresso delle informazioni elettriche, mentre l'assone è il punto di uscita dell'informazione elaborata dal neurone.
L'elevato numero di ramificazioni presenti su dendriti e su assone permette lo scambio di informazioni tra molti neuroni.

### Funzioni

#### Tratto corticospinale
I neuroni piramidali sono i principali tipi di neuroni presenti nel tratto di sistema nervoso detto corticospinale. Il controllo motorio volontario dipende dallo sviluppo di connessioni tra gli assoni delle fibre nervose del tratto corticospinale e del midollo spinale.
Grazie a queste connessioni, le cellule piramidali realizzano il circuito che è responsabile delle funzioni del movimento volontario guidato dalla visione.

#### Cognizione
I neuroni piramidali della corteccia prefrontale svolgono un ruolo importante nelle abilità cognitive, come, ad esempio, nei compiti di riconoscimento degli oggetti. 
Le capacità cognitive delle diverse specie di primati sono probabilmente collegate al grado di complessità raggiunto da questo tipo di neuroni.